# Дейвид Игнейшъс
Дейвид Игнейшъс (на английски: David Ignatius) е американски журналист и писател на произведения в жанра трилър и шпионски роман.

## Биография и творчество
Дейвид Игнейшъс е роден на 26 май 1950 г. в Кеймбридж, Масачузетс, САЩ, в семейството на Пол Игнейшъс и Нанси Уизър. Баща му има арменски произход. Израства във Вашингтон, където баща му е президент на „Вашингтон Поуст“. Учи в гимназия „Сейнт Олбанс“, след което през 1973 г. завършва с отличие Харвардския университет. Получава стипендия „Франк Нокс“ от университета и учи в Кингс Колидт на Кеймбриджкия университет, където получава диплома по икономика.
След дипломирането си е редактор във „Вашингтон Монтли“, след което в продължение на 10 години е репортер в „Уолстрийт джърнъл“. Отразява стоманодобивната промишленост в Питсбърг, дейността на Министерството на правосъдието, ЦРУ и Сената, събитията в Близкия изток в периода 1980 – 1983 г., а от 1984 г. става главен кореспондент. През 1985 г. получава наградата „Едуард Вайнтал“ за материалите си за отразяване на дипломацията.
В периода 1986-1990 г. е редактор на рубриката „Перспективи“ на „Вашингтон Поуст“, а в периода 1990-1992 г. е редактор за събитията в чужбина и ръководи наградата „Пулицър“ на вестника. В периода 1993-1999 г. става помощник главен редактор, отговарящ за бизнес новините. През 1999 г. пише като двуседмичен колумнист по темите глобална политика, икономика и международни въпроси. В периода 2000-2002 г. е изпълнителен редактор на „Интернешънъл Хералд Трибюн“ в Париж. През 2002 г. се връща във „Вашингтон Поуст“ като колумнист и прави интервюта с политически лидери от Близкия изток. За работа си като колумнист печели награди през 2000 и 2004 г.
Първият му роман „Agents of Innocence“ (Агенти на невинността) е издаден през 1987 г. Той е вдъхновен от нападението над американското посолство в Бейрут през 1983 г. от „Хизбула“.
През 2007 г. е издаден трилърът му „Богове на измамата“. През 2008 г. е екранизиран във филма „Мрежа от лъжи“ с участието на Леонардо ди Каприо, Ръсел Кроу и Марк Стронг.
Дейвид Игнейшъс живее със семейството си във Вашингтон.

## Произведения

### Самостоятелни романи
- Agents of Innocence (1987)
- Siro (1991)
- The Bank of Fear (1994)
- A Firing Offence (1996)
- The Sun King (1999)
- Body of Lies (2007) – издаден и като „House of Lies“
Богове на измамата, изд.: ИК „Бард“, София (2008), прев. Анна Христова
- The Increment (2009)
- Bloodmoney (2011)
- The Director (2014)
Директорът: мемоари на занаята, изд.: „Сиела“, София (2016), прев. Коста Сивов
- The Quantum Spy (2017)

### Екранизации
- 2008 Мрежа от лъжи, Body of Lies